# نصر الله بني صدر
السيِّد نصر الله بن صالح بني صدر الموسوي الهمداني هو أحد فُقهاء الشيعة الإماميَّة. وُلد في قرية «باغجة» بناحية «كبودرآهنگ» من أعمال همدان. يرجع بنسبه إلى الأشراف الموسويين، وكان والده من كبار عُلماء الشيعة في إيران، حتَّى لُقِّب «مجد العُلماء»، أمَّا نصر الله نفسه فلُقِّب «صدر العُلماء الهمداني» (بالفارسية: صدرالعلمای همدانی). يشتهر أيضًا كونه والد أوَّل رؤساء الجُمهُوريَّة الإسلاميَّة في إيران، أبو الحسن بني صدر.
تلقَّى تعليمه الأوَّلي في طهران، ثُمَّ سافر إلى النجف ليُتابع تحصيله في حوزتها، فتتلمذ على يد مجموعةٍ من عُلماء الشيعة، أبرزهم: أبو الحسن الأصفهاني، وآقا ضياء الدين العراقي، ومُحمَّد حُسين النائيني. استقرَّ في همدان بعد عودته، فصارت داره مركزًا لاستقطاب العُلماء والمُستفتين والسائلين من أهل المدينة. ربطته علاقة وديَّة مع الإمام الخُميني، وكان مُعارضًا للحُكُومة الفهلويَّة، وممَّا سُجِّل له في هذه النُقطة أنَّهُ لمَّا طبعت الحُكُومة مصاحف وغلَّفتها بصورٍ للشاه مُحمَّد رضا وأعطتها للعُلماء، رفض استلامها.
تُوفي بني صدر مريضًا في مدينة باريس يوم 29 ذي القعدة 1391هـ المُوافق 15 كانون الثاني (يناير) 1972م، ونُقل جُثمانه إلى النجف ودُفن في الروضة الحيدريَّة بالحُجرة الثانية.
ألَّف بني صدر عدَّة كُتُب خلال حياته، وفي شهر آب (أغسطس) 2008م، أُدرجت مؤلَّفاته المخطوطة ضمن قاعدة البيانات الوطنيَّة الإيرانيَّة للمخطوطات.